# 1968-as Formula–1 olasz nagydíj
Az 1968-as Formula–1 világbajnokság kilencedik futama az olasz nagydíj volt.

## Futam
Monzában hosszú idő után újra napos időben zajlott a hétvége. Surtees indult az élről Hondájával McLaren és Chris Amon. A második és harmadik sorból Ickx, Hill, illetve Stewart, Hulme és Derek Bell indult.
A rajt után Surtees megtartotta a vezetést, de az első kör végén már McLaren volt előrébb. A 7. körben Surtees a szélárnyékot kihasználva visszavette az első helyet. A következő körben megint McLaren vezetett, majd amikor Amon balesetezett, Surtees is a falnak ütközött, amikor megpróbálta kikerülni a Ferrarit. Ezután Siffert és Stewart került McLaren mögé, majd felzárkózott rájuk Hulme is. Az élen szinte körről változott a vezető személye. McLaren a 35. körben kiállt olajért, ezzel kiszállt a csatából. Stewart a 43., Siffert az 59. körben esett ki technikai hiba miatt. Ennek köszönhetően Hulme nyerte a futamot a Matrás Johnny Servoz-Gavin és az utolsó körökben üzemanyagot vételező Ickx előtt. Rindt motorhiba, a pontversenyt vezető Hill baleset miatt kiesett.
| Helyezés | #  | Versenyző            | Csapat/Motor  | Futott körök | Idő/Kiesés oka    | Rajthely | Pontszám |
| -------- | -- | -------------------- | ------------- | ------------ | ----------------- | -------- | -------- |
| 1        | 1  | Denny Hulme          | McLaren-Ford  | 68           | 1:40:14,8         | 7        | 9        |
| 2        | 5  | Johnny Servoz-Gavin  | Matra-Ford    | 68           | + 1:28,4          | 13       | 6        |
| 3        | 8  | Jacky Ickx           | Ferrari       | 68           | + 1:28,6          | 4        | 4        |
| 4        | 27 | Piers Courage        | BRM           | 67           | + 1 kör           | 17       | 3        |
| 5        | 6  | Jean-Pierre Beltoise | Matra         | 66           | + 2 kör           | 18       | 2        |
| 6        | 3  | Jo Bonnier           | McLaren-BRM   | 64           | + 4 kör           | 19       | 1        |
| Kiesett  | 20 | Jo Siffert           | Lotus-Ford    | 58           | Felfüggesztés     | 9        |          |
| Kiesett  | 10 | Jack Brabham         | Brabham-Repco | 56           | Olajnyomás        | 16       |          |
| Kiesett  | 4  | Jackie Stewart       | Matra-Ford    | 42           | Motorhiba         | 6        |          |
| Kiesett  | 15 | David Hobbs          | Honda         | 42           | Motorhiba         | 14       |          |
| Kiesett  | 19 | Jackie Oliver        | Lotus-Ford    | 38           | Erőátvitel        | 11       |          |
| Kiesett  | 2  | Bruce McLaren        | McLaren-Ford  | 34           | Olajszivárgás     | 2        |          |
| Kiesett  | 11 | Jochen Rindt         | Brabham-Repco | 33           | Motorhiba         | 10       |          |
| Kiesett  | 26 | Pedro Rodríguez      | BRM           | 22           | Motorhiba         | 15       |          |
| Kiesett  | 21 | Dan Gurney           | Eagle-Weslake | 19           | Motorhiba         | 12       |          |
| Kiesett  | 16 | Graham Hill          | Lotus-Ford    | 10           | Kerék             | 5        |          |
| Kiesett  | 14 | John Surtees         | Honda         | 8            | Baleset           | 1        |          |
| Kiesett  | 9  | Chris Amon           | Ferrari       | 8            | Baleset           | 3        |          |
| Kiesett  | 7  | Derek Bell           | Ferrari       | 4            | Üzemanyagrendszer | 8        |          |
| Kiesett  | 23 | Vic Elford           | Cooper-BRM    | 2            | Baleset           | 20       |          |
| NK       | 28 | Frank Gardner        | BRM           |              | Nem kvalifikált   |          |          |
| NK       | 12 | Silvio Moser         | Brabham-Repco |              | Nem kvalifikált   |          |          |

## Statisztikák
Vezető helyen:
- Bruce McLaren: 12 (1-6 / 8-12 / 14)
- John Surtees: 1 (7)
- Jackie Stewart: 7 (13 / 17-18 / 27 / 30 / /33 / 40)
- Jo Siffert: 2 (15-16)
- Denny Hulme: 46 (19-26 / 28-29 / 31-32 / 34-39 / 41-68)

Denny Hulme 3. győzelme, John Surtees 8. pole-pozíciója, Jackie Oliver egyetlen leggyorsabb köre.
- McLaren 2. győzelme.

Graham Hill 100. és Derek Bell első versenye.